# Mangled Demos from 1983
Mangled Demos from 1983 es un álbum recopilatorio de Melvins, el cual contiene una colección de varias grabaciones de 1983 que fueron remasterizadas y relanzadas por Ipecac en 2005. Hasta 2005, ninguno de los materiales había sido lanzado oficialmente. Algunas de las pistas incluidas en este álbum han aparecido anteriormente en versiones bootlegs. Es la única grabación que cuenta con la alineación original (Buzz Osborne/Matt Lukin/Mike Dillard). Los Tracks de 3 a 13 fueron grabados en el Mud Bay, un suburbio de Olympia, Washington, para lanzar un posible álbum. En definitiva, el álbum no fue lanzado debido a que ningún sello discográfico estaba interesado en Melvins hasta 1985.

## Lista de canciones
Algunos títulos de las canciones se perdieron en el tiempo, por lo tanto se muestran con símbolos.
1. "Elks Lodge Christmas Broadcast" – 3:52
2. "If You Get Bored (Live Radio)" – 2:22
3. "Forgotten Principles" – 1:07
4. "Snake Appeal" – 1:59
5. Symbol: Flower – 1:08
6. "If You Get Bored" – 1:33
7. "Set Me Straight" – 2:31 (Luego apareció en Houdini y en Six Songs)
8. "✪" (Circled white star U+272A) – 1:02
9. "I'm Dry" – 1:35
10. "Forgotten Principles" – 1:19
11. "I Don't Know" – 1:35
12. "Matt-Alec" – 3:00
13. "The Real You" – 1:27
14. "Run Around" – 1:44
15. "Keep Away From Me" – 1:22
16. "☘" (Shamrock U+2618)– 1:00
17. "Bibulous Confabulation During Rehearsal" – 4:58
18. Symbol: Iron cross – 1:21
19. "✏" (Pencil U+270F) – 1:10
20. "Matt-Alec" – 3:14
21. "Walter" – 3:21
22. "✁" (Upper blade scissors U+2701) – 0:24
23. "✈" (Airplane U+2708) – 0:22

## Personal
- The Melvins - Intérprete, Productor
  - Buzz Osborne - Guitarra, voz
  - Matt Lukin - bajo
  - Mike Dillard - Batería
- Mackie Osborne - Diseño